# Kurtlar Vadisi Irak

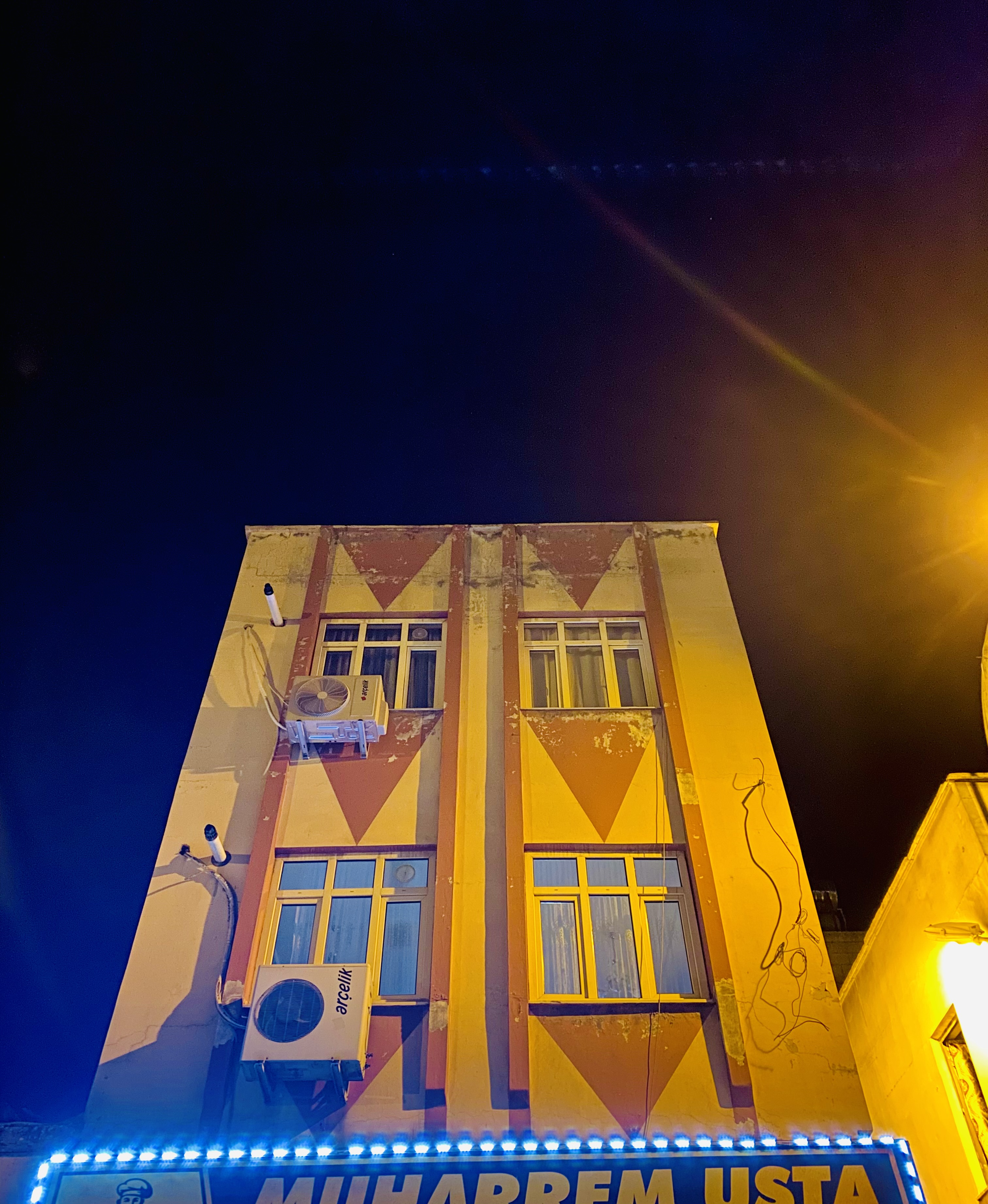
Kurtlar Vadisi

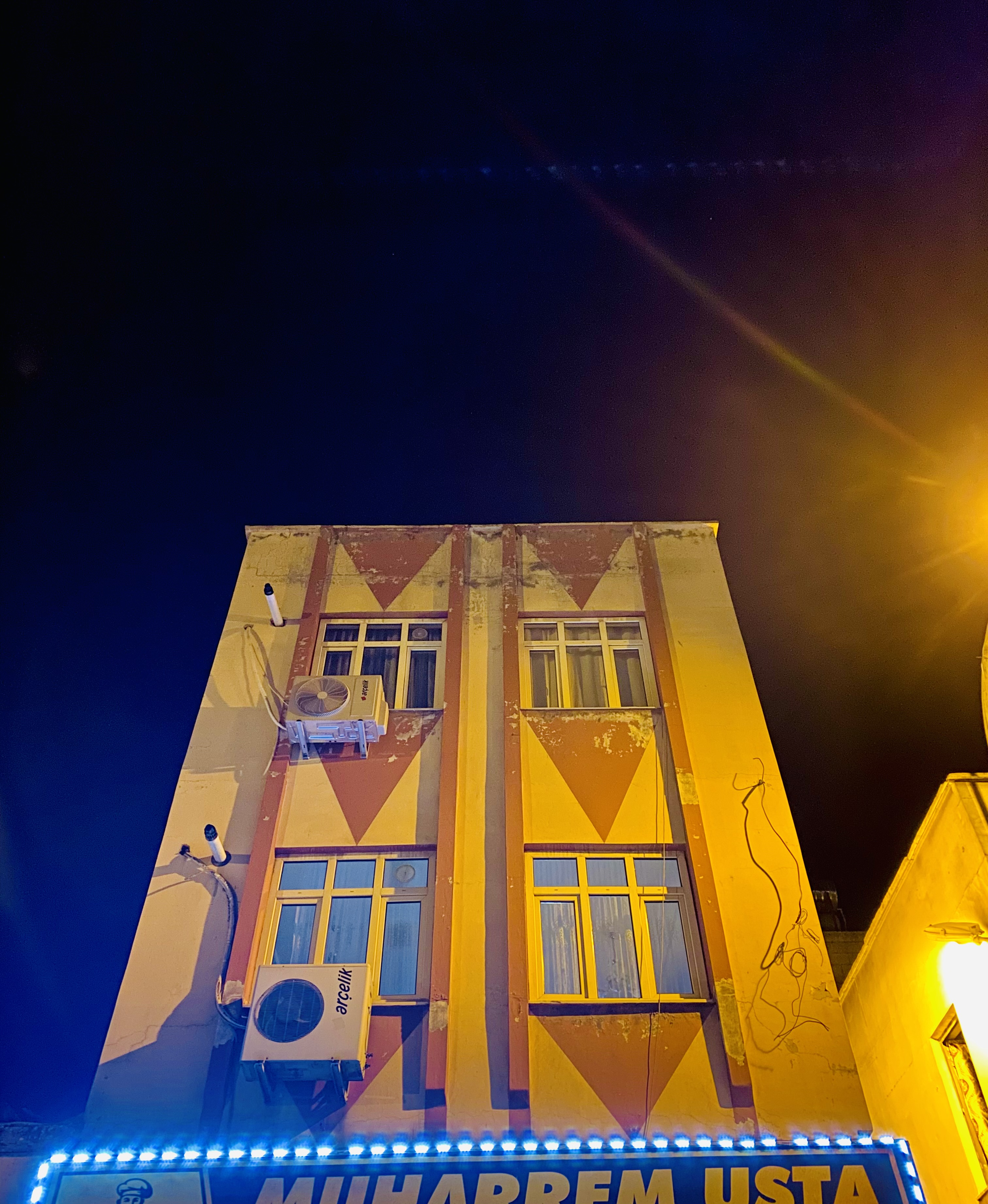
Kurtlar Vadisi

Kurtlar Vadisi: Irak (Valle de los lobos: Irak en español) es una película turca de acción de 2006 dirigida por Serdar Akar. Esta relata un ficticio enfrentamiento entre miembros de los ejércitos de Turquía y los Estados Unidos.
La película capitaliza el descontento generalizado del pueblo turco con la Guerra de Irak y el denominado "incidente de las capuchas", así como un creciente antiamericanismo que se desarrolló tanto en Turquía como en el mundo musulmán.[cita requerida] Tuvo un presupuesto de 10 millones de dólares, lo cual la convierte en la producción más costosa que se haya llevado a cabo en Turquía hasta la fecha.
El filme ha tenido una gran aceptación en Turquía, donde batió todos los récords y ha vendió más de 228.000 entradas el día del estreno.[cita requerida]

## Sinopsis
La trama empieza con un suceso de la vida real, el denominado «incidente de las capuchas», cuando las tropas de Estados Unidos en el norte de Irak allanaron “por error” un campamento de las tropas turcas el 4 de julio de 2003, tomando 11 soldados turcos prisioneros, amarrándolos y cubriéndoles las cabezas con las famosas bolsas usadas por los militares estadounidenses para los prisioneros en la "Guerra contra el terrorismo". Los soldados turcos inicialmente pensaron que esta era una visita de rutina de sus aliados norteamericanos, pero los 11 soldados terminaron deportados con sus cabezas cubiertas y tratados sin ningún respeto por los marines. 
De ahí en adelante, la historia continúa como ficción. Suleyman Aslan, uno de los once soldados (teniente), sintiendo que su honor fue insultado, se suicida, y deja una carta exponiendo sus razones. La carta va dirigida a su amigo Polat Alemdar, un agente de inteligencia turco altamente entrenado, quien ha participado en varias misiones secretas de su país. Siguiendo sus convicciones de deber y sus principios, Polat marcha a Irak en busca de justicia y el militar que insultó a sus compatriotas.
Una vez en Irak, Polat encuentra que los valores de los iraquíes, sus personalidades y su historia han sido completamente pisoteados por el nuevo orden impuesto por las fuerzas de ocupación. El responsable de estos crímenes no es otro que el comandante de las fuerzas de ocupación, el coronel Sam William Marshall, responsable del incidente de las capuchas.
Mientras Polat busca a Marshall, este último allana una casa durante una ceremonia de matrimonio donde todos los vecinos de la región se encuentran reunidos para la celebración, y mata a docenas de personas, todos civiles, incluyendo al novio de la boda. Los sobrevivientes son declarados terroristas, arrestados y llevados a la prisión de Abu Ghraib. Estos eventos llevan a que Polat decida actuar drásticamente para acabar con el terror instalado por Marshall.

## Reparto
- Necati Şaşmaz ... Polat Alemdar
- Billy Zane ... Sam William Marshall
- Ghassan Massoud ... Sheikh Abdurrahman Halis Kerkuki
- Bergüzar Korel ... Leyla
- Gurkan Uygun ... Memati Bas
- Kenan Coban .. Abdulhey Coban
- Erhan Ufak ... Erhan Ufak
- Gary Busey ... Doctor

## Controversia
El filme fue fuertemente criticado; en Alemania personalidades políticas emprendieron una campaña en los medios contra la película, calificándola de antisemita y antiamericana.[cita requerida] El filme ha provocado una polémica debido a que retrata al personal militar estadounidense como responsable de crímenes de guerra y atrocidades reales y ficticias:
Reales:
- Una escena presenta casos de tortura en Abu Ghraib, donde los prisioneros son maltratados por las fuerzas norteamericanas.
- En una secuencia, el comandante estadounidense Sam William Marshall (el malo de la película) allana una boda árabe y masacra un indeterminado número de civiles, lo cual hace alusión al incidente de Mukaradeeb el 19 de mayo de 2004.
- Cuando las detenidos son transportados en un contenedor sellado y están en peligro de morir sofocados, un soldado dispara sobre el contenedor "para hacer agujeros para que el aire entre", pero muchos detenidos mueren o son heridos. Un evento similar ocurrió en Afganistán después de la batalla de Mazar-i Sharif el 9 de noviembre de 2001, con los soldados talibán dentro del contenedor, tal como se describió en el documental de Jamie Doran titulado la Masacre de Mazar.

Ficticios:
- El filme muestra a un médico judío estadounidense que trabaja en la prisión de Abu Ghraib (Irak) y quien  trafica con órganos que extrae de prisioneros muertos en la prisión. El personaje cosecha los cadáveres de los iraquíes muertos para vender sus órganos a personas ricas en Nueva York, Londres y Tel Aviv para trasplante de órganos. La inclusión de este personaje le ha valido al film ser acusado de antisemitismo.

La película ha disfrutado de una gran acogida en Turquía, donde ha recibido la aprobación de importantes personalidades, como Ermina Erdogan, esposa del primer ministro de Turquía. El parlamentario turco Bulent Arinc aclamó su realismo diciendo que "era magnífico" y que "es completamente la vida real". El ministro de relaciones exteriores se refirió al film diciendo que "no era peor que las producciones de Hollywood".